# Dmitri Iwanowitsch Tschesnokow
Dmitri Iwanowitsch Tschesnokow (russisch Дмитрий Иванович Чесноков; * 12. Oktoberjul. / 25. Oktober 1910greg. im Gouvernement Kursk, Russisches Kaiserreich; † 17. September 1973 in Moskau) war ein sowjetischer Politiker und Funktionär der Kommunistischen Partei der Sowjetunion (KPdSU), der unter anderem von Oktober 1952 bis März 1953 als Mitglied des Politbüros der KPdSU kurzzeitig dem obersten Führungsgremium der Partei angehörte und zwischen 1957 und 1959 Vorsitzender des Staatlichen Komitees für Fernsehen und Rundfunk der UdSSR war.

## Leben
Tschesnokow absolvierte nach dem Schulbesuch ein Studium am Staatlichen Pädagogischen Institut Moskau und war danach zwischen 1931 und 1943 zunächst Dozent und später Leiter der Pädagogischen Lehrstuhls der Staatlichen Universität Swerdlowsk. Danach wurde Tschesnokow, der 1939 Mitglied der KPdSU geworden war, 1943 erst Abteilungsleiter im KPdSU-Stadtkomitee und anschließend 1946 Sekretär des KPdSU-Stadtkomitees von Swerdlowsk.
Im November 1947 wechselte Tschesnokow in die zentrale Parteileitung, wo er zuerst stellvertretender Leiter der Abteilung für Wissenschaft in der Verwaltung für Agitation und Propaganda des Zentralkomitees (ZK) der KPdSU und danach zwischen Juli 1948 und 1951 stellvertretender Direktor des Instituts für Philosophie der Akademie der Wissenschaften der UdSSR war. Zugleich fungierte er vom 3. März 1949 bis Juli 1952 als Chefredakteur der Fachzeitschrift Woprossy Filosofii (Вопросы философии), die sich mit Problemen der Philosophie befasste.
Im Juli 1952 wurde Tschesnokow, der 1951 zum Doktor der Philosophie promovierte, Leiter der Abteilung für Philosophie, Rechtswissenschaften und höhere Bildungseinrichtungen des ZK der KPdSU und behielt diese Funktion bis zum 25. März 1953. Am 14. Oktober 1952 erfolgte seine Wahl zum Mitglied des ZK der KPDSU sowie zwei Tage später am 16. Oktober 1952 zum Mitglied des Präsidiums des ZK. Weitere zwei Tage später wurde er am 18. Oktober 1953 Mitglied des Ständigen Ausschusses für ideologische Fragen im Präsidium des Zentralkomitees der KPdSU.
Tschesnokow, der zwischen Oktober 1952 und März 1953 auch Chefredakteur der Zeitschrift Kommunist war, wurde nach dem Tod von Josef Stalin entmachtet und verlor zunächst am 6. März 1953 seinen Sitz im Präsidium des ZK sowie zwei Wochen später am 21. März 1953 auch die Mitgliedschaft in dessen Ständigen Ausschuss für ideologische Fragen.
In der Folgezeit war er von April 1953 bis 1955 Leiter der Abteilung Wissenschaften der KPdSU in der Oblast Gorki und daneben auch Lehrer am Pädagogischen Institut von Gorki. Im Anschluss fungierte Tschesnokow, der am 14. Februar 1956 auch seine Mitgliedschaft im ZK der KPdSU verlor, zwischen 1955 und 1957 als Sekretär des Gebietskomitees der KPdSU in der Oblast Gorki.
Am 27. Mai 1957 wurde Tschesnokow erster Vorsitzender des Staatlichen Komitees für Fernsehen und Rundfunk der UdSSR und bekleidete diesen Posten bis zu seiner Ablösung durch Sergej Wassiljewitsch Kaftanow. Daraufhin wurde er Leiter der Abteilung für dialektischen und historischen Materialismus an der Staatlichen Universität Moskau und war dort bis zu seinem Eintritt in den Ruhestand 1970 tätig. Zeitgleich war er zwischen 1968 und 1970 auch Vize-Rektor der Akademie für Gesellschaftswissenschaften beim ZK der KPdSU und wurde am 30. Januar 1968 Mitglied der Abteilung für Theorie und Geschichte der Erziehung der Akademie der Pädagogischen Wissenschaften der UdSSR.
Für seine langjährigen Verdienste wurde Tschesnokow zwei Mal mit dem Leninorden, mit dem Orden der Oktoberrevolution sowie drei Mal mit dem Orden des Roten Banners der Arbeit ausgezeichnet.